# Campeonato Mundial de Atletismo Sub-20 de 2016 - Salto em altura masculino
A prova do salto em altura masculino do Campeonato Mundial de Atletismo Sub-20 de 2016 ocorreu entre os dias 20 e 22 de julho em Bydgoszcz, na Polônia. 

## Recordes
Antes desta competição, os recordes mundiais e do campeonato nesta prova eram os seguintes:
|     | Nome                                     | Nacionalidade            | Altura | Local             | Data                                        |
| --- | ---------------------------------------- | ------------------------ | ------ | ----------------- | ------------------------------------------- |
| WJR | Dragutin Topić Steve Smith               | Iugoslávia · Reino Unido | 2.37 m | Plovdiv Seul      | 12 de agosto de 1990 20 de setembro de 1992 |
| CR  | Dragutin Topić Steve Smith               | Iugoslávia · Reino Unido | 2.37 m | Plovdiv Seul      | 12 de agosto de 1990 20 de setembro de 1992 |
| WJL | Jah-Nhai Perinchief Oleksandr Barannikov | Bermudas · Ucrânia       | 2.26 m | Wichita Berdychiv | 16 de abril de 2016 25 de junho de 2016     |

## Medalhistas
| Ouro                     | Prata               | Bronze                       |
| Luis Enrique Zayas (CUB) | Darius Carbin (USA) | Mohamat Allamine Hamdi (QAT) |

## Cronograma
Todos os horários são locais (UTC+1).
| Data        | Hora  | Evento       |
| ----------- | ----- | ------------ |
| 20 de julho | 18:40 | Qualificação |
| 22 de julho | 18:20 | Final        |

## Resultados

### Qualificação
Qualificação: 2,18 m (Q) ou pelo menos melhor 12 qualificado (q) 
| Posição | Grupo | Atleta                 | Nacionalidade         | 2.00 | 2.05 | 2.09 | 2.13 | 2.16 | Resultados | Notas |
| ------- | ----- | ---------------------- | --------------------- | ---- | ---- | ---- | ---- | ---- | ---------- | ----- |
| 1       | A     | Oleksandr Barannikov   | Ucrânia               | –    | o    | o    | o    | o    | 2.16       | q     |
| 1       | A     | Mohamat Allamine Hamdi | Catar                 | o    | o    | o    | o    | o    | 2.16       | q     |
| 3       | B     | Yuji Hiramatsu         | Japão                 | –    | –    | o    | xo   | o    | 2.16       | q     |
| 4       | A     | Alperen Acet           | Turquia               | –    | o    | o    | xxo  | o    | 2.16       | q,    |
| 5       | B     | Tom Gale               | Grã-Bretanha          | o    | o    | o    | o    | xo   | 2.16       | q     |
| 5       | B     | Maksim Nedasekau       | Bielorrússia          | –    | o    | o    | o    | xo   | 2.16       | q     |
| 7       | A     | Luis Enrique Zayas     | Cuba                  | –    | o    | o    | xxo  | xo   | 2.16       | q     |
| 7       | B     | Joshua Connolly        | Austrália             | o    | o    | o    | xxo  | xo   | 2.16       | q,    |
| 9       | A     | Darius Carbin          | Estados Unidos        | –    | o    | o    | o    | xxo  | 2.16       | q     |
| 9       | B     | Christopher Moleya     | África do Sul         | o    | o    | o    | o    | xxo  | 2.16       | q     |
| 9       | B     | Jah-Nhai Perinchief    | Bermudas              | –    | o    | o    | o    | xxo  | 2.16       | q     |
| 12      | B     | Roberto Vilches        | México                | o    | –    | xo   | o    | xxo  | 2.16       | q,    |
| 13      | A     | John Dodds             | Austrália             | –    | xo   | o    | xo   | xxo  | 2.16       | q     |
| 14      | B     | Hussein Al-Ibraheemi   | Iraque                | o    | o    | o    | o    | xxx  | 2.13       |       |
| 15      | A     | Jermaine Francis       | São Cristóvão e Neves | xo   | xo   | o    | o    | xxx  | 2.13       |       |
| 16      | B     | Roman Kuzminov         | Ucrânia               | o    | xo   | o    | xo   | xxx  | 2.13       |       |
| 17      | A     | Maciej Grynienko       | Polónia               | o    | xo   | xo   | xo   | xxx  | 2.13       |       |
| 18      | A     | Stefano Sottile        | Itália                | –    | o    | o    | xxx  |      | 2.09       |       |
| 18      | B     | Igor Kopala            | Polónia               | o    | o    | o    | xxx  |      | 2.09       |       |
| 20      | A     | Rory Dwyer             | Grã-Bretanha          | xo   | o    | o    | xxx  |      | 2.09       |       |
| 20      | A     | Keitaro Fujita         | Japão                 | o    | xo   | o    | xxx  |      | 2.09       |       |
| 20      | B     | Michael Burke II       | Estados Unidos        | xo   | o    | o    | xxx  |      | 2.09       |       |
| 23      | A     | Sven van Merode        | Países Baixos         | o    | xxo  | o    | xxx  |      | 2.09       |       |
| 24      | B     | Metin Doğu             | Turquia               | –    | o    | xxx  |      |      | 2.05       |       |

### Final
A prova final foi realizada no dia 22 de julho às 18:20. 
| Posição           | Atleta                 | Nacionalidade  | 2.05 | 2.10 | 2.14 | 2.18 | 2.21 | 2.23 | 2.25 | 2.27 | 2.29 | Resultados | Notas           |
| ----------------- | ---------------------- | -------------- | ---- | ---- | ---- | ---- | ---- | ---- | ---- | ---- | ---- | ---------- | --------------- |
| Medalha de ouro   | Luis Enrique Zayas     | Cuba           | o    | o    | o    | o    | o    | o    | o    | o    | xx   | 2.27       | WJL             |
| Medalha de prata  | Darius Carbin          | Estados Unidos | o    | o    | o    | xo   | o    | xxo  | xxo  | xx–  | x    | 2.25       | Recorde pessoal |
| Medalha de bronze | Mohamat Allamine Hamdi | Catar          | o    | o    | o    | o    | o    | xxo  | xxx  |      |      | 2.23       | Recorde pessoal |
| 4                 | Oleksandr Barannikov   | Ucrânia        | o    | o    | o    | o    | o    | xxx  |      |      |      | 2.21       |                 |
| 5                 | John Dodds             | Austrália      | o    | o    | xxo  | xo   | o    | xxx  |      |      |      | 2.21       | Recorde pessoal |
| 6                 | Yuji Hiramatsu         | Japão          | –    | o    | o    | o    | xxo  | xxx  |      |      |      | 2.21       |                 |
| 7                 | Jah-Nhai Perinchief    | Bermudas       | o    | o    | xo   | o    | xxx  |      |      |      |      | 2.18       |                 |
| 8                 | Maksim Nedasekau       | Bielorrússia   | o    | xo   | o    | xo   | xxx  |      |      |      |      | 2.18       |                 |
| 9                 | Tom Gale               | Grã-Bretanha   | o    | o    | o    | xxo  | xxx  |      |      |      |      | 2.18       | Recorde pessoal |
| 9                 | Roberto Vilches        | México         | o    | o    | o    | xxo  | xxx  |      |      |      |      | 2.18       | Recorde pessoal |
| 11                | Christopher Moleya     | África do Sul  | o    | o    | xxo  | xxo  | xxx  |      |      |      |      | 2.18       |                 |
| 12                | Alperen Acet           | Turquia        | o    | o    | o    | xxx  |      |      |      |      |      | 2.14       |                 |
| 13                | Joshua Connolly        | Austrália      | xxx  |      |      |      |      |      |      |      |      | NM         |                 |

Legenda
| Recorde mundial       | Recorde mundial (World record)               |                       | Recorde africano                      | Recorde africano (African) |                                           | Q | Classificado por posição (Qualified) |
| Recorde do campeonato | Recorde do campeonato (Championship record)  | Recorde da América    | Recorde da América (Americas)         | q                          | Classificado por melhor tempo (Qualified) |   |                                      |
| Melhor marca do ano   | Melhor marca do ano (World leading)          | Recorde asiático      | Recorde asiático (Asian)              | DNS                        | Não largou (Did not start)                |   |                                      |
| Recorde nacional      | Recorde nacional (National record)           | Recorde europeu       | Recorde europeu (European)            | DNF                        | Não terminou (Did not finish)             |   |                                      |
| Recorde pessoal       | Recorde pessoal do atleta (Personal best)    | Recorde da Oceania    | Recorde da Oceania (Oceania)          | DSQ / DQ                   | Desclassificado (Disqualified)            |   |                                      |
| Recorde da temporada  | Recorde da temporada do atleta (Season best) | Recorde sul-americano | Recorde sul-americano (South America) | NM                         | Sem marca (No mark)                       |   |                                      |